# Weltervikt i fristil i brottning vid olympiska sommarspelen 1976
Herrarnas brottningsturnering i fristil i viktklassen weltervikt vid olympiska sommarspelen 1976 avgjordes i Maurice Richard Arena i Montréal. 

## Medaljörer
| Klass      | Guld                  | Silver                  | Brons                  |
| Weltervikt | Jiichiro Date · Japan | Mansour Barzegar · Iran | Stanley Dziedzic · USA |

## Resultat
Legend
- TF — Vinst genom fall
- IN — Vinst genom att motståndaren skadas
- DQ — Vinst genom passivitet
- D1 — Vinst genom passivitet, vinnaren är också passiv
- D2 — Båda brottarna förlorade på grund av passivitet
- FF — Vinst genom förverkande
- DNA — Anlände inte
- TPP — Totala straffpoäng
- MPP — Matchstraffpoäng

Straff
- 0 — Vinst genom fall, teknisk överlägsenhet, passivitet, skada och förverkande
- 0.5 — Vinst på poäng, 8-11 poängs skillnad
- 1 — Vinst på poäng, 1-7 poängs skillnad
- 2 — Vinst på passivitet, vinnaren är också passiv
- 3 — Förlust på poäng, 1-7 poängs skillnad
- 3.5 — Förlust på poäng, 8-11 poängs skillnad
- 4 — Förlust genom fall, teknisk överlägsenhet, passivitet, skada och förverkande

### Elimineringsrunda

#### Omgång 1
| TPP | MPP |                          | Poäng     |                        | MPP | TPP |
| --- | --- | ------------------------ | --------- | ---------------------- | --- | --- |
| 3   | 3   | Ruslan Asjuralijev (URS) | 6 - 6     | Mansour Barzegar (IRI) | 1   | 1   |
| 0   | 0   | Yancho Pavlov (BUL)      | 21 - 0    | Mihály Toma (HUN)      | 4   | 4   |
| 0   | 0   | Marin Pîrcălabu (ROU)    | DQ / 5:55 | Keith Haward (GBR)     | 4   | 4   |
| 0   | 0   | Jarmo Övermark (FIN)     | TF / 1:23 | Ivan David (ISV)       | 4   | 4   |
| 4   | 4   | Yakup Topuz (TUR)        | 3 - 16    | Dan Karabin (TCH)      | 0   | 0   |
| 4   | 4   | Kiro Ristov (YUG)        | 2 - 16    | Yoo Jae-Kwon (KOR)     | 0   | 0   |
| 4   | 4   | Brian Renken (CAN)       | TF / 1:31 | Fred Hempel (GDR)      | 0   | 0   |
| 4   | 4   | Bruce Akers (AUS)        | 1 - 24    | Jan Karlsson (SWE)     | 0   | 0   |
| 0   | 0   | Jiichiro Date (JPN)      | TF / 1:41 | Dennis Herrick (PUR)   | 4   | 4   |
| 4   | 4   | Zevegiin Düvchin (MGL)   | DQ / 3:18 | Stanley Dziedzic (USA) | 0   | 0   |
| 0   |     | Giuseppe Spagnoli (ITA)  |           | Bye                    |     |     |

#### Omgång 2
| TPP | MPP |                         | Poäng     |                          | MPP | TPP |
| --- | --- | ----------------------- | --------- | ------------------------ | --- | --- |
| 4   | 4   | Giuseppe Spagnoli (ITA) | TF / 4:28 | Ruslan Asjuralijev (URS) | 0   | 3   |
| 2   | 1   | Mansour Barzegar (IRI)  | 11 - 5    | Yancho Pavlov (BUL)      | 3   | 3   |
| 7   | 3   | Mihály Toma (HUN)       | 4 - 5     | Marin Pîrcălabu (ROU)    | 1   | 1   |
| 8   | 4   | Keith Haward (GBR)      | TF / 2:45 | Jarmo Övermark (FIN)     | 0   | 0   |
| 7   | 3   | Yakup Topuz (TUR)       | 6 - 12    | Kiro Ristov (YUG)        | 4   | 5   |
| 0.5 | 0.5 | Dan Karabin (TCH)       | 16 - 6    | Yoo Jae-Kwon (KOR)       | 3.5 | 3.5 |
| 5   | 1   | Brian Renken (CAN)      | 11 - 4    | Bruce Akers (AUS)        | 3   | 7   |
| 1   | 1   | Fred Hempel (GDR)       | 11 - 4    | Jan Karlsson (SWE)       | 3   | 3   |
| 0   | 0   | Jiichiro Date (JPN)     | TF / 1:39 | Zevegiin Düvchin (MGL)   | 4   | 8   |
| 8   | 4   | Dennis Herrick (PUR)    | TF / 4:11 | Stanley Dziedzic (USA)   | 0   | 0   |
| 4   |     | Ivan David (ISV)        |           | DNA                      |     |     |

#### Omgång 3
| TPP | MPP |                          | Poäng     |                        | MPP | TPP |
| --- | --- | ------------------------ | --------- | ---------------------- | --- | --- |
| 8   | 4   | Giuseppe Spagnoli (ITA)  | DQ / 8:49 | Mansour Barzegar (IRI) | 0   | 2   |
| 3.5 | 0.5 | Ruslan Asjuralijev (URS) | 13 - 4    | Yancho Pavlov (BUL)    | 3.5 | 6.5 |
| 2   | 1   | Marin Pîrcălabu (ROU)    | 11 - 6    | Jarmo Övermark (FIN)   | 3   | 3   |
| 4.5 | 4   | Dan Karabin (TCH)        | IN / 5:05 | Kiro Ristov (YUG)      | 0   | 5   |
| 4.5 | 1   | Yoo Jae-Kwon (KOR)       | 12 - 9    | Brian Renken (CAN)     | 3   | 8   |
| 5   | 4   | Fred Hempel (GDR)        | TF / 7:03 | Jiichiro Date (JPN)    | 0   | 0   |
| 6   | 3   | Jan Karlsson (SWE)       | 5 - 11    | Stanley Dziedzic (USA) | 1   | 1   |

#### Omgång 4
| TPP | MPP |                          | Poäng     |                       | MPP | TPP |
| --- | --- | ------------------------ | --------- | --------------------- | --- | --- |
| 4.5 | 1   | Ruslan Asjuralijev (URS) | 10 - 4    | Marin Pîrcălabu (ROU) | 3   | 5   |
| 2   | 0   | Mansour Barzegar (IRI)   | DQ / 7:45 | Jarmo Övermark (FIN)  | 4   | 7   |
| 8   | 3   | Kiro Ristov (YUG)        | 12 - 16   | Fred Hempel (GDR)     | 1   | 6   |
| 8.5 | 4   | Yoo Jae-Kwon (KOR)       | TF / 2:13 | Jiichiro Date (JPN)   | 0   | 0   |
| 1   |     | Stanley Dziedzic (USA)   |           | Bye                   |     |     |
| 4.5 |     | Dan Karabin (TCH)        |           | DNA                   |     |     |

#### Omgång 5
| TPP | MPP |                        | Poäng     |                          | MPP | TPP |
| --- | --- | ---------------------- | --------- | ------------------------ | --- | --- |
| 2   | 1   | Stanley Dziedzic (USA) | 9 - 6     | Ruslan Asjuralijev (URS) | 3   | 7.5 |
| 2   | 0   | Mansour Barzegar (IRI) | 23 - 8    | Fred Hempel (GDR)        | 4   | 10  |
| 9   | 4   | Marin Pîrcălabu (ROU)  | TF / 4:06 | Jiichiro Date (JPN)      | 0   | 0   |

### Sista omgångarna
| TPP | MPP |                        | Poäng     |                        | MPP | TPP |
| --- | --- | ---------------------- | --------- | ---------------------- | --- | --- |
|     | 3   | Stanley Dziedzic (USA) | 8 - 11    | Mansour Barzegar (IRI) | 1   |     |
|     | 1   | Jiichiro Date (JPN)    | 10 - 5    | Stanley Dziedzic (USA) | 3   | 6   |
| 5   | 4   | Mansour Barzegar (IRI) | TF / 6:07 | Jiichiro Date (JPN)    | 0   | 1   |